# Anton Anderl
Anton Anderl (* 25. Februar 1909 in Zwettl; † 4. Jänner 1988) war ein österreichischer Politiker (SPÖ) und Eisenbahner. Anderl war von 1949 bis 1969 Abgeordneter zum Landtag von Niederösterreich.
Anderls Mutter starb bereits, als er drei Monate alt war. Er besuchte die Volksschule in Zwettl und Bad Großpertholz und im Anschluss die Bürgerschule in Wien. Danach war er als landwirtschaftlicher Hilfsarbeiter tätig, bevor er 1928 Oberbauarbeiter bei den ÖBB wurde. Nach der Machtübernahme der Nationalsozialisten wurde Anderl 1938 aus politischen und rassistischen Gründen entlassen und war in der Folge als Hilfsarbeiter tätig. 1945 wurde er von der ÖBB wieder in Dienst gestellt. Politisch engagierte sich Anderl zwischen 1946 und 1970 als Gemeinderat und war zudem Bezirksparteivorsitzender sowie Funktionär im ASKÖ und Obmannstellvertreter der Volkshilfe. Er vertrat die SPÖ zwischen dem 5. November 1949 und dem 20. November 1969 im Niederösterreichischen Landtag. 